# Alter Ego (fanzine)
Alter Ego es un fanzine estadounidense de historieta fundado por Jerry Bails cuyo primer número se publicó en 1961. Inicialmente se publicó con una periodicidad trimestral, aunque esta fue variable durante los primeros 10 números entre 1961 y 1969, para luego saltar hasta 1978 con el número 11. Actualmente se publica bimensualmente por TwoMorrows Publishing.
En sus páginas se publican artículos dedicados a los cómics y a sus  creadores, abarcando los períodos comprendidos entre de la década de 1930 a finales de la década de 1960, vale decir, la edad de oro y la edad de plata de las historietas.
Tras Alter Ego, aparecerían dos spin-offs: el adzine Comicollector y el boletín de noticias On the Drawing Board (más tarde, The Comic Reader).